# 前108年
| 千纪： | 前1千纪 |
| 世纪： | 前3世纪 \| 前2世纪 \| 前1世纪                                                                                         |
| 年代： | 前130年代 \| 前120年代 \| 前110年代 \| 前100年代 \| 前90年代 \| 前80年代 \| 前70年代                                  |
| 年份： | 前113年 \| 前112年 \| 前111年 \| 前110年 \| 前109年 \| 前108年 \| 前107年 \| 前106年 \| 前105年 \| 前104年 \| 前103年 |
| 纪年： | 西汉元封三年 |

## 大事记
- 中国
  - 漢滅朝鮮之戰，漢武帝派兵征服衛滿鮮。原地被漢朝分成四個郡，是為辽东汉四郡。
  - 漢軍將領趙破奴發動樓蘭之戰並俘獲樓蘭國王，隨後對車師發動進攻。這場戰役同時導致烏孫和大宛屈服。

## 逝世
- 荀彘
- 衛右渠，衛滿朝鮮的第三代國王，第一代王衛滿的孫子。